# Asilus tesselatus
Asilus tesselatus là một loài ruồi trong họ Asilidae. Asilus tesselatus được Brullé miêu tả năm 1832. Loài này phân bố ở vùng Cổ Bắc giới.